# Copa de Oro de la Concacaf 2019
La Copa Oro de la Concacaf 2019 (oficialmente 2019 CONCACAF Gold Cup) fue la vigésima quinta edición de la competición regional a nivel de selecciones más importante en Norteamérica, Central y Caribe organizada por la Confederación de Norte, Centroamérica y el Caribe de Fútbol.
Esta edición contó con quince sedes en ciudades de Estados Unidos, una ciudad en Costa Rica y una ciudad en Jamaica, teniendo por primera vez en la historia tres sedes. En esta edición la selección de México consiguió su decimoprimer título de la Copa Oro de la Concacaf al vencer a Estados Unidos por 1:0 con anotación de Jonathan dos Santos. Se llevó a cabo del 15 de junio al 7 de julio de 2019.
Fue la primera vez en que el torneo se disputó entre 16 equipos.

## Organización

### Formato de competición
El torneo se desarrolló dividido en cuatro etapas: fase de grupos, cuartos de final, semifinales y final.
En la fase de grupos los dieciséis equipos participantes se dividieron en 4 grupos de 4 equipos, cada equipo jugó una vez contra sus rivales de grupo con un sistema de todos contra todos, los equipos fueron clasificados en los grupos según los puntos obtenidos en todos sus partidos jugados los cuales fueron otorgados de la siguiente manera:
- 3 puntos por partido ganado.
- 1 punto por partido empatado.
- 0 puntos por partido perdido.

Clasificarón a los cuartos de final los dos primeros lugares de cada grupo. Si al término de la fase de grupos dos o más equipos terminaban empatados en puntos se aplicarían los siguientes criterios de desempate:
- La diferencia de goles en los partidos del grupo.
- La mayor cantidad de puntos obtenidos en los partidos entre los equipos en cuestión.
- Sorteo por parte del Comité de la Copa Oro.

En los cuartos de final los 8 equipos clasificados a esta instancia formaron 4 series de dos equipos, los ganadores de cada serie clasificaron a las semifinales, los perdedores de las semifinales jugaron el partido por el tercer lugar y los ganadores disputaron la final del torneo. Los enfrentamientos de cuartos de final y semifinales se determinaron de la siguiente manera:
| Cuartos de final - Ganador Grupo A - Segundo Grupo B (semifinalista 1) - Ganador Grupo B - Segundo Grupo A (semifinalista 2) - Ganador Grupo C - Segundo Grupo D (semifinalista 3) - Ganador Grupo D - Segundo Grupo C (semifinalista 4) | Semifinales - Semifinalista 1 - Semifinalista 2 - Semifinalista 3 - Semifinalista 4 |

Los cuartos de final, semifinales y final se jugaron con un sistema de eliminación directa, si algún partido de estas fases terminaba empatado luego de los noventa minutos de tiempo de juego reglamentario se procedería a jugar un tiempo extra consistente en dos periodos de 15 minutos, si la igualdad persistía se definiría al ganador mediante tiros desde el punto penal.

### Sedes
En mayo de 2018, CONCACAF anunció las 15 sedes en los Estados Unidos que albergarían partidos. El Soldier Field de Chicago se anunció el 27 de septiembre de 2018 como sede de la final. El 26 de noviembre del 2018, CONCACAF anunció que Costa Rica formaría parte de la Copa Oro como co-sede. 
No solo el Allianz Field de Minnesota United FC debutó en este certamen, también el Banc of California Stadium por equipo local de Los Ángeles FC (ambos estadios de la Major League Soccer), también el Estadio Nacional de Costa Rica albergó 2 partidos de la Jornada 1 del Grupo B y el Independence Park de Jamaica para 2 partidos de la Jornada 1 del Grupo C.

#### Costa Rica
| San José |                       |
| San José | San José              |
| -------- | --------------------- |
| San José | Provincia de San José |
| San José | Estadio Nacional      |
| San José | Capacidad: 35 062     |
| San José |                       |

#### Jamaica
| Kingston |                   |
| Kingston | Kingston          |
| -------- | ----------------- |
| Kingston | Condado de Surrey |
| Kingston | Independence Park |
| Kingston | Capacidad: 35 000 |
| Kingston |                   |

#### Estados Unidos
| Harrison                | Nashville | St. Paul | Houston                      |
| ----------------------- | --- | --- | ---------------------------- |
| Nueva Jersey            | Tennessee | Minnesota | Texas                        |
| Red Bull Arena          | Nissan Stadium | Allianz Field | BBVA Compass Stadium         |
| Capacidad: 25 000       | Capacidad: 69 143 | Capacidad: 19 400 | Capacidad: 22 039            |
|                         | | |                              |
| Charlotte               | Harrison Nashville St. Paul Houston Charlotte Denver Cleveland Filadelfia Frisco Chicago Kansas City Los Ángeles Glendale | Harrison Nashville St. Paul Houston Charlotte Denver Cleveland Filadelfia Frisco Chicago Kansas City Los Ángeles Glendale | Denver                       |
| Carolina del Norte      | Harrison Nashville St. Paul Houston Charlotte Denver Cleveland Filadelfia Frisco Chicago Kansas City Los Ángeles Glendale | Harrison Nashville St. Paul Houston Charlotte Denver Cleveland Filadelfia Frisco Chicago Kansas City Los Ángeles Glendale | Colorado                     |
| Bank of America Stadium | Harrison Nashville St. Paul Houston Charlotte Denver Cleveland Filadelfia Frisco Chicago Kansas City Los Ángeles Glendale | Harrison Nashville St. Paul Houston Charlotte Denver Cleveland Filadelfia Frisco Chicago Kansas City Los Ángeles Glendale | Broncos Stadium at Mile High |
| Capacidad: 75 412       | Harrison Nashville St. Paul Houston Charlotte Denver Cleveland Filadelfia Frisco Chicago Kansas City Los Ángeles Glendale | Harrison Nashville St. Paul Houston Charlotte Denver Cleveland Filadelfia Frisco Chicago Kansas City Los Ángeles Glendale | Capacidad: 76 125            |
|                         | Harrison Nashville St. Paul Houston Charlotte Denver Cleveland Filadelfia Frisco Chicago Kansas City Los Ángeles Glendale | Harrison Nashville St. Paul Houston Charlotte Denver Cleveland Filadelfia Frisco Chicago Kansas City Los Ángeles Glendale |                              |
| Cleveland               | Harrison Nashville St. Paul Houston Charlotte Denver Cleveland Filadelfia Frisco Chicago Kansas City Los Ángeles Glendale | Harrison Nashville St. Paul Houston Charlotte Denver Cleveland Filadelfia Frisco Chicago Kansas City Los Ángeles Glendale | Filadelfia                   |
| Ohio                    | Harrison Nashville St. Paul Houston Charlotte Denver Cleveland Filadelfia Frisco Chicago Kansas City Los Ángeles Glendale | Harrison Nashville St. Paul Houston Charlotte Denver Cleveland Filadelfia Frisco Chicago Kansas City Los Ángeles Glendale | Pensilvania                  |
| Estadio FirstEnergy     | Harrison Nashville St. Paul Houston Charlotte Denver Cleveland Filadelfia Frisco Chicago Kansas City Los Ángeles Glendale | Harrison Nashville St. Paul Houston Charlotte Denver Cleveland Filadelfia Frisco Chicago Kansas City Los Ángeles Glendale | Lincoln Financial Field      |
| Capacidad: 67 895       | Harrison Nashville St. Paul Houston Charlotte Denver Cleveland Filadelfia Frisco Chicago Kansas City Los Ángeles Glendale | Harrison Nashville St. Paul Houston Charlotte Denver Cleveland Filadelfia Frisco Chicago Kansas City Los Ángeles Glendale | Capacidad: 67 594            |
|                         | Harrison Nashville St. Paul Houston Charlotte Denver Cleveland Filadelfia Frisco Chicago Kansas City Los Ángeles Glendale | Harrison Nashville St. Paul Houston Charlotte Denver Cleveland Filadelfia Frisco Chicago Kansas City Los Ángeles Glendale |                              |
| Frisco                  | Chicago | Chicago | Kansas City                  |
| Texas                   | Illinois | Illinois | Kansas                       |
| Estadio Toyota          | Soldier Field | Soldier Field | Children's Mercy Park        |
| Capacidad: 20 500       | Capacidad: 61 500 | Capacidad: 61 500 | Capacidad: 18 467            |
|                         | | |                              |
| Houston                 | Pasadena | Los Ángeles | Glendale                     |
| Texas                   | California | California | Arizona                      |
| NRG Stadium             | Estadio Rose Bowl | Banc of California Stadium                                                                                                | State Farm Stadium           |
| Capacidad: 72 220       | Capacidad: 90 888 | Capacidad: 22 000 | Capacidad: 63 400            |
|                         | | |                              |

### Árbitros
Los árbitros seleccionados fueron publicados el 17 de mayo de 2019, en total son 16 árbitros centrales y 40 asistentes.
| País           | Árbitro               | Edad    |
| -------------- | --------------------- | ------- |
| Costa Rica     | Juan Gabriel Calderón | 38 años |
| Costa Rica     | Henry Bejarano        | 46 años |
| Cuba           | Yadel Martínez        | 40 años |
| El Salvador    | Iván Bartón           | 40 años |
| Estados Unidos | Ismail Elfath         | 37 años |
| Estados Unidos | Armando Villarreal    | 43 años |
| Estados Unidos | Jair Marrufo          | 48 años |
| Guatemala      | Mario Escobar         | 38 años |
| Guatemala      | Walter López          | 44 años |
| Honduras       | Said Martínez         | 34 años |
| Jamaica        | Daneon Parchment      | 43 años |
| México         | Marco Ortíz           | 37 años |
| México         | Adonai Escobedo       | 38 años |
| México         | Fernando Guerrero     | 43 años |
| Panamá         | John Pitti            | 47 años |
| Catar          | Abdulrahman Al-Jassim | 37 años |

| País                 | Árbitro              | Edad    |
| -------------------- | -------------------- | ------- |
| Canadá               | Micheal Barwegen     | 39 años |
| Islas Caimán         | Kedlee Powell        | 45 años |
| Costa Rica           | Juan Carlos Mora     | 36 años |
| Costa Rica           | William Arrieta      | 41 años |
| República Dominicana | Helpys Feliz         | 36 años |
| El Salvador          | Juan Francisco Zumba | 42 años |
| El Salvador          | David Morán          | 39 años |
| Estados Unidos       | Kyle Atkins          | 38 años |
| Estados Unidos       | Corey Parker         | 39 años |
| Estados Unidos       | Frank Anderson       | 49 años |
| Estados Unidos       | Ian Anderson         | 49 años |
| Guatemala            | Humberto Panjoj      | 37 años |
| Guatemala            | Gerson López         | 42 años |
| Honduras             | Christian Martínez   | 37 años |
| Honduras             | Walter López         | 47 años |
| Jamaica              | Nicholas Anderson    | 42 años |
| México               | Alberto Morín        | 45 años |
| México               | Miguel Hernández     | 48 años |
| Nicaragua            | Henry Pupiro         | 36 años |
| Catar                | Taleb Al-Marrib      | 36 años |
| Catar                | Saoud Al-Maqaleh     | 36 años |
| República Dominicana | Helpys Feliz         | 36 años |
| Surinam              | Zachari Zeegelaar    | 35 años |
| Trinidad y Tobago    | Caleb Wales          | 36 años |

| País                 | Árbitro           | Edad    |
| -------------------- | ----------------- | ------- |
| Costa Rica           | Keylor Herrera    | 32 años |
| El Salvador          | Ismael Cornejo    | 37 años |
| Granada              | Reon Radix        | 35 años |
| Jamaica              | Oshane Nation     | 34 años |
| México               | Marco Ortíz       | 37 años |
| Panamá               | Oliver Vergara    | 32 años |
| Panamá               | José Kellys       | 36 años |
| Puerto Rico          | José Torres       | 35 años |
| República Dominicana | Randy Encarnación | 33 años |

| País           | Árbitro           | Edad    |
| -------------- | ----------------- | ------- |
| Canadá         | John Nielsen      | 71 años |
| Islas Caimán   | Livingston Bailey |         |
| Costa Rica     | Ronald Gutiérrez  |         |
| Estados Unidos | Alex Prus         | 61 años |
| Guatemala      | Carlos Batres     | 57 años |
| Jamaica        | Dave Miekle       |         |
| Jamaica        | Victor Stewart    |         |
| México         | Isabel Tovar      | 50 años |

## Clasificación

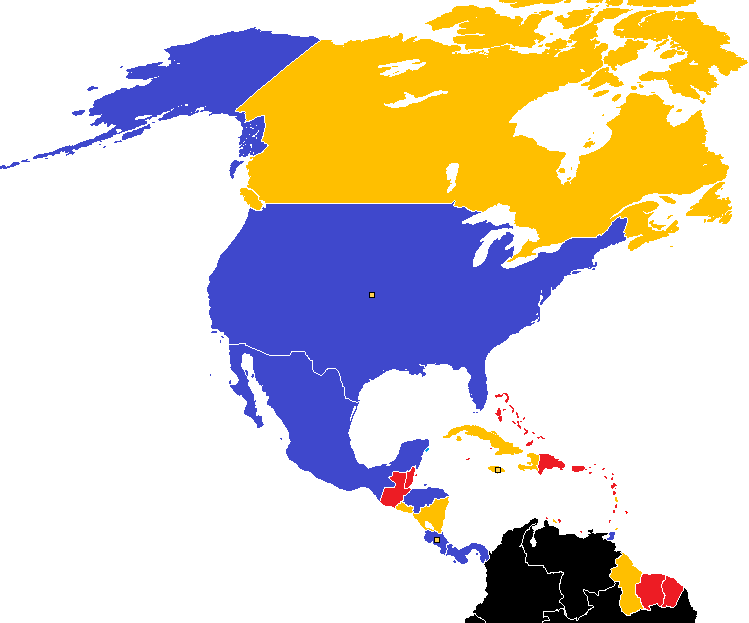
Clasificados por disputar la hexagonal final rumbo a Rusia 2018
Clasificados de las eliminatorias a la Liga de Naciones de la Concacaf 2019-20
No clasificó
No es miembro de CONCACAF

Para esta edición el formato de clasificación al torneo cambió y contó con un nuevo procedimiento para clasificar: en esta ocasión los 6 equipos que lograron clasificar a la hexagonal final de las clasificatorias para el mundial de 2018 (México, Costa Rica, Panamá, Honduras, Estados Unidos y Trinidad y Tobago) se clasificaron a la Copa Oro 2019, mientras que las otras 34 selecciones que participaron en las clasificatorias para la Liga de Naciones de la Concacaf 2019-20 también podrían clasificar a la Copa Oro 2019, pero solo las mejores 10 selecciones de las clasificatorias de la Liga de Naciones clasificaron a este torneo y se sumaron a las 6 selecciones ya clasificadas.

## Equipos participantes
Las selecciones que lograron clasificar al hexagonal final de las eliminatorias para la Copa Mundial de Fútbol de 2018 clasificaron directamente al torneo, lo que supuso la primera vez en muchos años que alguna selección ajena a la Unión Norteamericana de Fútbol se clasificara directamente a este campeonato. A estas selecciones se sumaron los 10 mejores clasificados de la Clasificación para la Liga de Naciones Concacaf 2019-20.
En cursiva los países debutantes en la competición.
| Equipos participantes | Equipos participantes | Equipos participantes | Equipos participantes |
| --------------------- | --------------------- | --------------------- | --------------------- |
| Bermudas              | Curazao               | Haití                 | México                |
| Canadá                | El Salvador           | Honduras              | Nicaragua             |
| Costa Rica            | Estados Unidos        | Jamaica               | Panamá                |
| Cuba                  | Guyana                | Martinica             | Trinidad y Tobago     |

### Sorteo
| Bombo 1 (Cabezas de serie)                                          | Bombo 2                                   | Bombo 3                                           | Bombo 4                      |
| ------------------------------------------------------------------- | ----------------------------------------- | ------------------------------------------------- | ---------------------------- |
| Costa Rica (coanfitrión) Estados Unidos (anfitrión) Honduras México | Canadá Haití Jamaica (coanfitrión) Panamá | El Salvador Martinica Nicaragua Trinidad y Tobago | Bermudas Cuba Curazao Guyana |

## Primera fase
– Clasificado para los cuartos de final. 

### Grupo A
| Selección | Pts | PJ | PG | PE | PP | GF | GC | Dif |
| --------- | --- | -- | -- | -- | -- | -- | -- | --- |
| México    | 9   | 3  | 3  | 0  | 0  | 13 | 3  | 10  |
| Canadá    | 6   | 3  | 2  | 0  | 1  | 12 | 3  | 9   |
| Martinica | 3   | 3  | 1  | 0  | 2  | 5  | 7  | -2  |
| Cuba      | 0   | 3  | 0  | 0  | 3  | 0  | 17 | -17 |

| 15 de junio de 2019, 18:00 | Canadá                                     | 4:0 (1:0) | Martinica | Rose Bowl, Pasadena                                         |                                                             |
|                            | David 33', 53' · Hoilett 63' · Arfield 67' | Reporte   |           | Asistencia: 65 527 espectadores Árbitro(s): Héctor Martínez | Asistencia: 65 527 espectadores Árbitro(s): Héctor Martínez |

| 15 de junio de 2019, 21:00 | México                                                        | 7:0 (4:0) | Cuba | Rose Bowl, Pasadena                                    |                                                        |
|                            | Antuna 2', 44', 80' · Jiménez 31', 64' · Reyes 38' · Vega 74' | Reporte   |      | Asistencia: 65 527 espectadores Árbitro(s): John Pittí | Asistencia: 65 527 espectadores Árbitro(s): John Pittí |

| 19 de junio de 2019, 19:00 | Cuba | 0:3 (0:1) | Martinica                              | Broncos Stadium at Mile High, Denver                              |                                                                   |
|                            |      | Reporte   | Marveaux 45' · Abaul 70' · Fortuné 84' | Asistencia: 52 874 espectadores Árbitro(s): Abdulrahman Al-Jassim | Asistencia: 52 874 espectadores Árbitro(s): Abdulrahman Al-Jassim |

| 19 de junio de 2019, 21:30 | México                           | 3:1 (1:0) | Canadá        | Broncos Stadium at Mile High, Denver                       |                                                            |
|                            | Alvarado 40' · Guardado 54', 77' | Reporte   | Cavallini 75' | Asistencia: 52 874 espectadores Árbitro(s): Henry Bejarano | Asistencia: 52 874 espectadores Árbitro(s): Henry Bejarano |

| 23 de junio de 2019, 17:00 | Canadá                                                       | 7:0 (4:0) | Cuba | Bank of America Stadium, Charlotte                             |                                                                |
|                            | David 4', 71', 77' · Cavallini 21', 43', 45+1' · Hoilett 50' | Reporte   |      | Asistencia: 59 283 espectadores Árbitro(s): Armando Villarreal | Asistencia: 59 283 espectadores Árbitro(s): Armando Villarreal |

| 23 de junio de 2019, 19:30 | Martinica                 | 2:3 (0:1) | México                                 | Bank of America Stadium, Charlotte                      |                                                         |
|                            | Parsemain 56' · Delem 84' | Reporte   | Antuna 29' · Jiménez 61' · Navarro 72' | Asistencia: 59 283 espectadores Árbitro(s): Iván Bartón | Asistencia: 59 283 espectadores Árbitro(s): Iván Bartón |

### Grupo B
| Selección  | Pts | PJ | PG | PE | PP | GF | GC | Dif |
| ---------- | --- | -- | -- | -- | -- | -- | -- | --- |
| Haití      | 9   | 3  | 3  | 0  | 0  | 6  | 2  | 4   |
| Costa Rica | 6   | 3  | 2  | 0  | 1  | 7  | 3  | 4   |
| Bermudas   | 3   | 3  | 1  | 0  | 2  | 4  | 4  | 0   |
| Nicaragua  | 0   | 3  | 0  | 0  | 3  | 0  | 8  | -8  |

| 16 de junio de 2019, 16:00 | Haití            | 2:1 (0:1) | Bermudas       | Estadio Nacional, San José                                   |                                                              |
|                            | Pierrot 54', 66' | Reporte   | Leverock 45+2' | Asistencia: 19 140 espectadores Árbitro(s): Daneon Parchment | Asistencia: 19 140 espectadores Árbitro(s): Daneon Parchment |

| 16 de junio de 2019, 19:30 | Costa Rica                                        | 4:0 (3:0) | Nicaragua | Estadio Nacional, San José                              |                                                         |
|                            | Oviedo 7' · Borges 19' · Aguilar 45+1' · Cruz 75' | Reporte   |           | Asistencia: 19 140 espectadores Árbitro(s): Marco Ortiz | Asistencia: 19 140 espectadores Árbitro(s): Marco Ortiz |

| 20 de junio de 2019, 18:00 | Nicaragua | 0:2 (0:2) | Haití                        | Toyota Stadium, Frisco                                    |                                                           |
|                            |           | Reporte   | Sabat 22' · Rosas 33' (a.g.) | Asistencia: 31 436 espectadores Árbitro(s): Mario Escobar | Asistencia: 31 436 espectadores Árbitro(s): Mario Escobar |

| 20 de junio de 2019, 20:30 | Costa Rica               | 2:1 (1:0) | Bermudas         | Toyota Stadium, Frisco                                     |                                                            |
|                            | George 30' · Aguilar 54' | Reporte   | Wells 59' (pen.) | Asistencia: 31 436 espectadores Árbitro(s): Yadel Martínez | Asistencia: 31 436 espectadores Árbitro(s): Yadel Martínez |

| 24 de junio de 2019, 17:30 | Bermudas                | 2:0 (0:0) | Nicaragua | Red Bull Arena, Harrison                                    |                                                             |
|                            | Simmons 60' · Wells 71' | Reporte   |           | Asistencia: 20 044 espectadores Árbitro(s): Adonai Escobedo | Asistencia: 20 044 espectadores Árbitro(s): Adonai Escobedo |

| 24 de junio de 2019, 20:00 | Haití                         | 2:1 (0:1) | Costa Rica        | Red Bull Arena, Harrison                                  |                                                           |
|                            | Nazon 57' (pen.) · Alexis 81' | Reporte   | Alexis 13' (a.g.) | Asistencia: 20 044 espectadores Árbitro(s): Ismail Elfath | Asistencia: 20 044 espectadores Árbitro(s): Ismail Elfath |

### Grupo C
| Selección   | Pts | PJ | PG | PE | PP | GF | GC | Dif |
| ----------- | --- | -- | -- | -- | -- | -- | -- | --- |
| Jamaica     | 5   | 3  | 1  | 2  | 0  | 4  | 3  | 1   |
| Curazao     | 4   | 3  | 1  | 1  | 1  | 2  | 2  | 0   |
| El Salvador | 4   | 3  | 1  | 1  | 1  | 1  | 4  | -3  |
| Honduras    | 3   | 3  | 1  | 0  | 2  | 6  | 4  | 2   |

| 17 de junio de 2019, 18:00 | Curazao | 0:1 (0:1) | El Salvador   | Independence Park, Kingston                              |                                                          |
|                            |         | Reporte   | Bonilla 45+1' | Asistencia: 17 874 espectadores Árbitro(s): Walter López | Asistencia: 17 874 espectadores Árbitro(s): Walter López |

| 17 de junio de 2019, 20:30 | Jamaica                    | 3:2 (2:0) | Honduras                    | Independence Park, Kingston                              |                                                          |
|                            | Orgill 15', 41' · Lowe 56' | Reporte   | Lozano 54' · Castillo 90+2' | Asistencia: 17 874 espectadores Árbitro(s): Jair Marrufo | Asistencia: 17 874 espectadores Árbitro(s): Jair Marrufo |

| 21 de junio de 2019, 18:00 | El Salvador | 0:0     | Jamaica | BBVA Compass Stadium, Houston                          |                                                        |
|                            |             | Reporte |         | Asistencia: 22 395 espectadores Árbitro(s): John Pittí | Asistencia: 22 395 espectadores Árbitro(s): John Pittí |

| 21 de junio de 2019, 20:30 | Honduras | 0:1 (0:1) | Curazao    | BBVA Compass Stadium, Houston                                     |                                                                   |
|                            |          | Reporte   | Bacuna 40' | Asistencia: 22 395 espectadores Árbitro(s): Juan Gabriel Calderón | Asistencia: 22 395 espectadores Árbitro(s): Juan Gabriel Calderón |

| 25 de junio de 2019, 19:00 | Jamaica       | 1:1 (1:0) | Curazao     | Banc of California Stadium, Los Ángeles                 |                                                         |
|                            | Nicholson 14' | Reporte   | Gaari 90+3' | Asistencia: 28 014 espectadores Árbitro(s): Marco Ortíz | Asistencia: 28 014 espectadores Árbitro(s): Marco Ortíz |

| 25 de junio de 2019, 21:30 | Honduras                                                | 4:0 (0:0) | El Salvador | Banc of California Stadium, Los Ángeles                       |                                                               |
|                            | Álvarez 59' · Castillo 65' · Acosta 75' · Izaguirre 90' | Reporte   |             | Asistencia: 28 014 espectadores Árbitro(s): Fernando Guerrero | Asistencia: 28 014 espectadores Árbitro(s): Fernando Guerrero |

### Grupo D
| Selección         | Pts | PJ | PG | PE | PP | GF | GC | Dif |
| ----------------- | --- | -- | -- | -- | -- | -- | -- | --- |
| Estados Unidos    | 9   | 3  | 3  | 0  | 0  | 11 | 0  | 11  |
| Panamá            | 6   | 3  | 2  | 0  | 1  | 6  | 3  | 3   |
| Guyana            | 1   | 3  | 0  | 1  | 2  | 3  | 9  | -6  |
| Trinidad y Tobago | 1   | 3  | 0  | 1  | 2  | 1  | 9  | -8  |

| 18 de junio de 2019, 18:30 | Panamá                    | 2:0 (0:0) | Trinidad y Tobago | Allianz Field, Saint Paul                                   |                                                             |
|                            | Cooper 53' · Bárcenas 68' | Reporte   |                   | Asistencia: 19 418 espectadores Árbitro(s): Adonai Escobedo | Asistencia: 19 418 espectadores Árbitro(s): Adonai Escobedo |

| 18 de junio de 2019, 21:00 | Estados Unidos                           | 4:0 (1:0) | Guyana | Allianz Field, Saint Paul                               |                                                         |
|                            | Arriola 28' · Boyd 51', 81' · Zardes 55' | Reporte   |        | Asistencia: 19 418 espectadores Árbitro(s): Iván Bartón | Asistencia: 19 418 espectadores Árbitro(s): Iván Bartón |

| 22 de junio de 2019, 16:30 | Guyana                        | 2:4 (1:2) | Panamá                                                            | FirstEnergy Stadium, Cleveland                               |                                                              |
|                            | Danns 33' (pen.) 90+3' (pen.) | Reporte   | Arroyo 16' · Vancooten 40' (a.g.) · Davis 51' (pen.) · Torres 86' | Asistencia: 23 921 espectadores Árbitro(s): Daneon Parchment | Asistencia: 23 921 espectadores Árbitro(s): Daneon Parchment |

| 22 de junio de 2019, 19:00 | Estados Unidos                                              | 6:0 (1:0) | Trinidad y Tobago | FirstEnergy Stadium, Cleveland                              |                                                             |
|                            | Long 41', 90' · Zardes 66', 69' · Pulisic 73' · Arriola 78' | Reporte   |                   | Asistencia: 23 921 espectadores Árbitro(s): Héctor Martínez | Asistencia: 23 921 espectadores Árbitro(s): Héctor Martínez |

| 26 de junio de 2019, 17:30 | Trinidad y Tobago | 1:1 (0:0) | Guyana    | Children's Mercy Park, Kansas City                                |                                                                   |
|                            | Molino 80'        | Reporte   | Danns 54' | Asistencia: 17 037 espectadores Árbitro(s): Juan Gabriel Calderón | Asistencia: 17 037 espectadores Árbitro(s): Juan Gabriel Calderón |

| 26 de junio de 2019, 20:00 | Panamá | 0:1 (0:0) | Estados Unidos | Children's Mercy Park, Kansas City                                |                                                                   |
|                            |        | Reporte   | Altidore 66'   | Asistencia: 17 037 espectadores Árbitro(s): Abdulrahman Al-Jassim | Asistencia: 17 037 espectadores Árbitro(s): Abdulrahman Al-Jassim |

## Fase final
|  | Cuartos de final           | Cuartos de final       |                      |       | Semifinales | Semifinales |  |  | Final | Final |
|  |                            |                        |                      |       |             |             |  |  |       |       |
|  | 29 de junio – Houston      |                        |                      |       |             |             |  |  |       |       |
|  |                            |                        |                      |       |             |             |  |  |       |       |
|  | Haití                      | 3                      |                      |       |             |             |  |  |       |       |
|  | Haití                      | 3                      | 2 de julio – Phoenix |       |             |             |  |  |       |       |
|  | Canadá                     | 2                      |                      |       |             |             |  |  |       |       |
|  | Canadá                     | 2                      | Haití                | 0     |             |             |  |  |       |       |
|  | 29 de junio – Houston      |                        | Haití                | 0     |             |             |  |  |       |       |
|  |                            | México (t.s.)          | 1                    |       |             |             |  |  |       |       |
|  | México (p.)                | México (t.s.)          | 1                    | 1 (5) |             |             |  |  |       |       |
|  | México (p.)                |                        | 7 de julio – Chicago | 1 (5) |             |             |  |  |       |       |
|  | Costa Rica                 | 1 (4)                  |                      |       |             |             |  |  |       |       |
|  | Costa Rica                 | 1 (4)                  | México               | 1     |             |             |  |  |       |       |
|  | 30 de junio – Philadelphia |                        | México               | 1     |             |             |  |  |       |       |
|  |                            | Estados Unidos         | 0                    |       |             |             |  |  |       |       |
|  | Jamaica                    | Estados Unidos         | 0                    | 1     |             |             |  |  |       |       |
|  | Jamaica                    | 3 de julio – Nashville |                      | 1     |             |             |  |  |       |       |
|  | Panamá                     | 0                      |                      |       |             |             |  |  |       |       |
|  | Panamá                     | 0                      | Jamaica              | 1     |             |             |  |  |       |       |
|  | 30 de junio – Philadelphia |                        | Jamaica              | 1     |             |             |  |  |       |       |
|  |                            | Estados Unidos         | 3                    |       |             |             |  |  |       |       |
|  | Estados Unidos             | Estados Unidos         | 3                    | 1     |             |             |  |  |       |       |
|  | Estados Unidos             |                        |                      | 1     |             |             |  |  |       |       |
|  | Curazao                    | 0                      |                      |       |             |             |  |  |       |       |
|  | Curazao                    | 0                      |                      |       |             |             |  |  |       |       |

#### Cuartos de final
| 29 de junio de 2019, 19:00 | Haití                                        | 3:2 (0:2) | Canadá                    | NRG Stadium, Houston                                     |                                                          |
|                            | Nazon 50' · Bazile 70' (pen.) · Guerrier 76' | Reporte   | David 18' · Cavallini 28' | Asistencia: 70 788 espectadores Árbitro(s): Jair Marrufo | Asistencia: 70 788 espectadores Árbitro(s): Jair Marrufo |

| 29 de junio de 2019, 21:30 | México                                                    | 1:1 (1:1, 1:0) (t. s.)(5:4 p.) | Costa Rica                                        | NRG Stadium, Houston                                   |                                                        |
|                            | Jiménez 44'                                               | Reporte                        | Ruiz 52' (pen.)                                   | Asistencia: 70 788 espectadores Árbitro(s): John Pittí | Asistencia: 70 788 espectadores Árbitro(s): John Pittí |
|                            |                                                           | Tiros desde el punto penal     |                                                   |                                                        |                                                        |
|                            | Jiménez · Montes · Alvarado · Gallardo · Moreno · Salcedo |                                | Borges · Aguilar · Leal · Duarte · Calvo · Fuller |                                                        |                                                        |

| 30 de junio de 2019, 17:30 | Jamaica             | 1:0 (0:0) | Panamá | Lincoln Financial Field, Filadelfia                       |                                                           |
|                            | Mattocks 74' (pen.) | Reporte   |        | Asistencia: 26 233 espectadores Árbitro(s): Mario Escobar | Asistencia: 26 233 espectadores Árbitro(s): Mario Escobar |

| 30 de junio de 2019, 20:30 | Estados Unidos | 1:0 (1:0) | Curazao | Lincoln Financial Field, Filadelfia                         |                                                             |
|                            | McKennie 25'   | Reporte   |         | Asistencia: 26 233 espectadores Árbitro(s): Adonai Escobedo | Asistencia: 26 233 espectadores Árbitro(s): Adonai Escobedo |

#### Semifinales
| 2 de julio de 2019, 20:30 | Haití | 0:1 (0:0, 0:0) (t. s.) | México             | State Farm Stadium, Glendale                                      |                                                                   |
|                           |       | Reporte                | Jiménez 93' (pen.) | Asistencia: 64 128 espectadores Árbitro(s): Abdulrahman Al-Jassim | Asistencia: 64 128 espectadores Árbitro(s): Abdulrahman Al-Jassim |

| 3 de julio de 2019, 19:30                                                                                  | Jamaica       | 1:3 (0:1) | Estados Unidos                 | Nissan Stadium, Nashville                               |                                                         |
| | Nicholson 69' | Reporte   | McKennie 9' · Pulisic 52', 87' | Asistencia: 28 473 espectadores Árbitro(s): Iván Bartón | Asistencia: 28 473 espectadores Árbitro(s): Iván Bartón |
| El partido fue suspendido durante el primer tiempo (16') debido a las condiciones meteorológicas adversas. |               |           |                                |                                                         |                                                         |

#### Final
| 7 de julio de 2019, 21:15 | México         | 1:0 (0:0) | Estados Unidos | Soldier Field, Chicago                                    |                                                           |
|                           | Dos Santos 73' | Reporte   |                | Asistencia: 62 493 espectadores Árbitro(s): Mario Escobar | Asistencia: 62 493 espectadores Árbitro(s): Mario Escobar |

|                            |
| Bandera de México          |
| Campeón México 11.° título |

## Estadísticas

### Goleadores
| Jugador           | Selección      | Goles | Minutos jugados | PJ |
| Jonathan David    | Canadá         | 6     | 303'            | 4  |
| ----------------- | -------------- | ----- | --------------- | -- |
| Lucas Cavallini   | Canadá         | 5     | 257'            | 4  |
| Raúl Jiménez      | México         | 5     | 569'            | 6  |
| Uriel Antuna      | México         | 4     | 493'            | 6  |
| Neil Danns        | Guyana         | 3     | 265'            | 3  |
| Gyasi Zardes      | Estados Unidos | 3     | 321'            | 6  |
| Christian Pulisic | Estados Unidos | 3     | 447'            | 6  |

| Lista completa | Lista completa    | Lista completa | Lista completa  | Lista completa |
| --- | ----------------- | -------------- | --------------- | -------------- |
| \| Jugador \| Selección \| \| \| PJ \| \| --------------------- \| ----------------- \| - \| ---- \| -- \| \| Rubilio Castillo \| Honduras \| 2 \| 207' \| 3 \| \| Elías Aguilar \| Costa Rica \| 2 \| 169' \| 4 \| \| Tyler Boyd \| Estados Unidos \| 2 \| 234' \| 4 \| \| Frantzdy Pierrot \| Haití \| 2 \| 313' \| 4 \| \| Dever Orgill \| Jamaica \| 2 \| 208' \| 3 \| \| Nahki Wells \| Bermudas \| 2 \| 210' \| 3 \| \| Junior Hoilett \| Canadá \| 2 \| 243' \| 3 \| \| Duckens Nazon \| Haití \| 2 \| 428' \| 5 \| \| Weston McKennie \| Estados Unidos \| 2 \| 434' \| 5 \| \| Paul Arriola \| Estados Unidos \| 2 \| 448' \| 5 \| \| Aaron Long \| Estados Unidos \| 2 \| 450' \| 5 \| \| Andrés Guardado \| México \| 2 \| 451' \| 6 \| \| Darren Mattocks \| Jamaica \| 1 \| 17' \| 1 \| \| Alexis Vega \| México \| 1 \| 31' \| 2 \| \| Álvaro Saborio \| Costa Rica \| 1 \| 77' \| 2 \| \| Fernando Navarro \| México \| 1 \| 90' \| 1 \| \| Djimy Alexis \| Haití \| 1 \| 90' \| 1 \| \| Abdiel Arroyo \| Panamá \| 1 \| 128' \| 3 \| \| LeJuan Simmons \| Bermudas \| 1 \| 131' \| 2 \| \| Bryan Acosta \| Honduras \| 1 \| 139' \| 3 \| \| Wilde-Donald Guerrier \| Haití \| 1 \| 154' \| 3 \| \| Hervé Bazile \| Haití \| 1 \| 165' \| 2 \| \| Gabriel Torres \| Panamá \| 1 \| 170' \| 3 \| \| Roberto Alvarado \| México \| 1 \| 173' \| 4 \| \| Joris Marveaux \| Martinica \| 1 \| 176' \| 3 \| \| Armando Cooper \| Panamá \| 1 \| 180' \| 2 \| \| Édgar Bárcenas \| Panamá \| 1 \| 180' \| 2 \| \| Éric Davis \| Panamá \| 1 \| 180' \| 2 \| \| Anthony Lozano \| Honduras \| 1 \| 180' \| 2 \| \| Jorge Álvarez \| Honduras \| 1 \| 180' \| 2 \| \| Emilio Izaguirre \| Honduras \| 1 \| 181' \| 3 \| \| Diego Reyes \| México \| 1 \| 210' \| 4 \| \| Jozy Altidore \| Estados Unidos \| 1 \| 219' \| 4 \| \| Kevin Fortune \| Martinica \| 1 \| 222' \| 3 \| \| Mayron George \| Costa Rica \| 1 \| 249' \| 2 \| \| Steeven Saba \| Haití \| 1 \| 253' \| 3 \| \| Kevin Molino \| Trinidad y Tobago \| 1 \| 253' \| 3 \| \| Bryan Ruiz \| Costa Rica \| 1 \| 255' \| 4 \| \| Shamer Nicholson \| Jamaica \| 1 \| 262' \| 4 \| \| Dante Leverock \| Bermudas \| 1 \| 270' \| 3 \| \| Stephane Abaul \| Martinica \| 1 \| 270' \| 3 \| \| Jordy Delem \| Martinica \| 1 \| 270' \| 3 \| \| Kévin Parsemain \| Martinica \| 1 \| 270' \| 3 \| \| Nelson Bonilla \| El Salvador \| 1 \| 270' \| 3 \| \| Bryan Oviedo \| Costa Rica \| 1 \| 279' \| 4 \| \| Scott Arfield \| Canadá \| 1 \| 299' \| 4 \| \| Damion Lowe \| Jamaica \| 1 \| 340' \| 4 \| \| Leandro Bacuna \| Curazao \| 1 \| 350' \| 4 \| \| Juriën Gaari \| Curazao \| 1 \| 360' \| 4 \| \| Jonathan dos Santos \| México \| 1 \| 381' \| 5 \| \| Celso Borges \| Costa Rica \| 1 \| 390' \| 4 \| \| Alan Cruz \| Costa Rica \| 1 \| 390' \| 4 \| |                   |                |                 |                |
| Jugador | Selección         | Goles          | Minutos jugados | PJ             |
| Rubilio Castillo | Honduras          | 2              | 207'            | 3              |
| Elías Aguilar | Costa Rica        | 2              | 169'            | 4              |
| Tyler Boyd | Estados Unidos    | 2              | 234'            | 4              |
| Frantzdy Pierrot | Haití             | 2              | 313'            | 4              |
| Dever Orgill | Jamaica           | 2              | 208'            | 3              |
| Nahki Wells | Bermudas          | 2              | 210'            | 3              |
| Junior Hoilett | Canadá            | 2              | 243'            | 3              |
| Duckens Nazon | Haití             | 2              | 428'            | 5              |
| Weston McKennie | Estados Unidos    | 2              | 434'            | 5              |
| Paul Arriola | Estados Unidos    | 2              | 448'            | 5              |
| Aaron Long | Estados Unidos    | 2              | 450'            | 5              |
| Andrés Guardado | México            | 2              | 451'            | 6              |
| Darren Mattocks | Jamaica           | 1              | 17'             | 1              |
| Alexis Vega | México            | 1              | 31'             | 2              |
| Álvaro Saborio | Costa Rica        | 1              | 77'             | 2              |
| Fernando Navarro | México            | 1              | 90'             | 1              |
| Djimy Alexis | Haití             | 1              | 90'             | 1              |
| Abdiel Arroyo | Panamá            | 1              | 128'            | 3              |
| LeJuan Simmons | Bermudas          | 1              | 131'            | 2              |
| Bryan Acosta | Honduras          | 1              | 139'            | 3              |
| Wilde-Donald Guerrier | Haití             | 1              | 154'            | 3              |
| Hervé Bazile | Haití             | 1              | 165'            | 2              |
| Gabriel Torres | Panamá            | 1              | 170'            | 3              |
| Roberto Alvarado | México            | 1              | 173'            | 4              |
| Joris Marveaux | Martinica         | 1              | 176'            | 3              |
| Armando Cooper | Panamá            | 1              | 180'            | 2              |
| Édgar Bárcenas | Panamá            | 1              | 180'            | 2              |
| Éric Davis | Panamá            | 1              | 180'            | 2              |
| Anthony Lozano | Honduras          | 1              | 180'            | 2              |
| Jorge Álvarez | Honduras          | 1              | 180'            | 2              |
| Emilio Izaguirre | Honduras          | 1              | 181'            | 3              |
| Diego Reyes | México            | 1              | 210'            | 4              |
| Jozy Altidore | Estados Unidos    | 1              | 219'            | 4              |
| Kevin Fortune | Martinica         | 1              | 222'            | 3              |
| Mayron George | Costa Rica        | 1              | 249'            | 2              |
| Steeven Saba | Haití             | 1              | 253'            | 3              |
| Kevin Molino | Trinidad y Tobago | 1              | 253'            | 3              |
| Bryan Ruiz | Costa Rica        | 1              | 255'            | 4              |
| Shamer Nicholson | Jamaica           | 1              | 262'            | 4              |
| Dante Leverock | Bermudas          | 1              | 270'            | 3              |
| Stephane Abaul | Martinica         | 1              | 270'            | 3              |
| Jordy Delem | Martinica         | 1              | 270'            | 3              |
| Kévin Parsemain | Martinica         | 1              | 270'            | 3              |
| Nelson Bonilla | El Salvador       | 1              | 270'            | 3              |
| Bryan Oviedo | Costa Rica        | 1              | 279'            | 4              |
| Scott Arfield | Canadá            | 1              | 299'            | 4              |
| Damion Lowe | Jamaica           | 1              | 340'            | 4              |
| Leandro Bacuna | Curazao           | 1              | 350'            | 4              |
| Juriën Gaari | Curazao           | 1              | 360'            | 4              |
| Jonathan dos Santos | México            | 1              | 381'            | 5              |
| Celso Borges | Costa Rica        | 1              | 390'            | 4              |
| Alan Cruz | Costa Rica        | 1              | 390'            | 4              |

### Asistentes
| Jugador           | Selección      | Asistencias | Minutos jugados | PJ |
| Alphonso Davis    | Canadá         | 3           | 320'            | 4  |
| Christian Pulisic | Estados Unidos | 3           | 357'            | 5  |
| ----------------- | -------------- | ----------- | --------------- | -- |
| Jordan Morris     | Estados Unidos | 2           | 126'            | 3  |
| Jonathan David    | Canadá         | 2           | 303'            | 3  |
| Rodolfo Pizarro   | México         | 2           | 366'            | 4  |
| Duckens Nazon     | Haití          | 2           | 428'            | 5  |
| Uriel Antuna      | México         | 2           | 493'            | 6  |
| Raúl Jiménez      | México         | 2           | 569'            | 6  |

| Lista completa | Lista completa    | Lista completa | Lista completa  | Lista completa |
| --- | ----------------- | -------------- | --------------- | -------------- |
| \| Jugador \| Selección \| \| \| PJ \| \| ----------------- \| ----------------- \| - \| ---- \| -- \| \| Romell Quioto \| Honduras \| 1 \| 72' \| 2 \| \| Peter Vassell \| Jamaica \| 1 \| 77' \| 1 \| \| Oscar Cerén \| El Salvador \| 1 \| 90' \| 1 \| \| LeJuan Simmons \| Bermudas \| 1 \| 131' \| 2 \| \| Rodolfo Pizarro \| México \| 1 \| 135' \| 2 \| \| Brian Brown \| Jamaica \| 1 \| 156' \| 2 \| \| Jonathan McDonald \| Costa Rica \| 1 \| 169' \| 2 \| \| Samuel Piette \| Canadá \| 1 \| 180' \| 2 \| \| Emilio Izaguirre \| Honduras \| 1 \| 181' \| 3 \| \| Michaell Chirinos \| Honduras \| 1 \| 184' \| 3 \| \| Andre Lewis \| Jamaica \| 1 \| 185' \| 3 \| \| Mark-Anthony Kaye \| Canadá \| 1 \| 191' \| 3 \| \| Keysher Fuller \| Costa Rica \| 1 \| 210' \| 2 \| \| Kevin Fortune \| Martinica \| 1 \| 222' \| 3 \| \| Gabriel Torres \| Panamá \| 1 \| 230' \| 3 \| \| Carlos Rodríguez \| México \| 1 \| 233' \| 4 \| \| Michael Bradley \| Estados Unidos \| 1 \| 242' \| 2 \| \| Junior Hoilett \| Canadá \| 1 \| 244' \| 2 \| \| Osagi Bascome \| Bermudas \| 1 \| 247' \| 3 \| \| Weston McKennie \| Estados Unidos \| 1 \| 254' \| 2 \| \| Levi García \| Trinidad y Tobago \| 1 \| 254' \| 3 \| \| Bryan Ruiz \| Costa Rica \| 1 \| 255' \| 3 \| \| Alberto Quintero \| Panamá \| 1 \| 263' \| 2 \| \| Nick Lima \| Estados Unidos \| 1 \| 264' \| 2 \| \| Paul Arreola \| Estados Unidos \| 1 \| 270' \| 2 \| \| Alberth Elis \| Honduras \| 1 \| 270' \| 2 \| \| Mayron Figueroa \| Honduras \| 1 \| 270' \| 3 \| \| Kevin Parsemain \| Martinica \| 1 \| 270' \| 3 \| \| Bryan Oviedo \| Costa Rica \| 1 \| 279' \| 2 \| \| Michael Murillo \| Panamá \| 1 \| 284' \| 3 \| \| Andrés Guardado \| México \| 1 \| 294' \| 4 \| \| Scott Arfield \| Canadá \| 1 \| 299' \| 4 \| \| Gevaro Nepamuceno \| Curazao \| 1 \| 339' \| 3 \| \| Steeven Saba \| Haití \| 1 \| 343' \| 4 \| \| Leandro Bacuna \| Curazao \| 1 \| 356' \| 3 \| \| Raúl Jiménez \| México \| 1 \| 359' \| 4 \| \| Allan Cruz \| Costa Rica \| 1 \| 390' \| 3 \| |                   |                |                 |                |
| Jugador | Selección         | Asistencias    | Minutos jugados | PJ             |
| Romell Quioto | Honduras          | 1              | 72'             | 2              |
| Peter Vassell | Jamaica           | 1              | 77'             | 1              |
| Oscar Cerén | El Salvador       | 1              | 90'             | 1              |
| LeJuan Simmons | Bermudas          | 1              | 131'            | 2              |
| Rodolfo Pizarro | México            | 1              | 135'            | 2              |
| Brian Brown | Jamaica           | 1              | 156'            | 2              |
| Jonathan McDonald | Costa Rica        | 1              | 169'            | 2              |
| Samuel Piette | Canadá            | 1              | 180'            | 2              |
| Emilio Izaguirre | Honduras          | 1              | 181'            | 3              |
| Michaell Chirinos | Honduras          | 1              | 184'            | 3              |
| Andre Lewis | Jamaica           | 1              | 185'            | 3              |
| Mark-Anthony Kaye | Canadá            | 1              | 191'            | 3              |
| Keysher Fuller | Costa Rica        | 1              | 210'            | 2              |
| Kevin Fortune | Martinica         | 1              | 222'            | 3              |
| Gabriel Torres | Panamá            | 1              | 230'            | 3              |
| Carlos Rodríguez | México            | 1              | 233'            | 4              |
| Michael Bradley | Estados Unidos    | 1              | 242'            | 2              |
| Junior Hoilett | Canadá            | 1              | 244'            | 2              |
| Osagi Bascome | Bermudas          | 1              | 247'            | 3              |
| Weston McKennie | Estados Unidos    | 1              | 254'            | 2              |
| Levi García | Trinidad y Tobago | 1              | 254'            | 3              |
| Bryan Ruiz | Costa Rica        | 1              | 255'            | 3              |
| Alberto Quintero | Panamá            | 1              | 263'            | 2              |
| Nick Lima | Estados Unidos    | 1              | 264'            | 2              |
| Paul Arreola | Estados Unidos    | 1              | 270'            | 2              |
| Alberth Elis | Honduras          | 1              | 270'            | 2              |
| Mayron Figueroa | Honduras          | 1              | 270'            | 3              |
| Kevin Parsemain | Martinica         | 1              | 270'            | 3              |
| Bryan Oviedo | Costa Rica        | 1              | 279'            | 2              |
| Michael Murillo | Panamá            | 1              | 284'            | 3              |
| Andrés Guardado | México            | 1              | 294'            | 4              |
| Scott Arfield | Canadá            | 1              | 299'            | 4              |
| Gevaro Nepamuceno | Curazao           | 1              | 339'            | 3              |
| Steeven Saba | Haití             | 1              | 343'            | 4              |
| Leandro Bacuna | Curazao           | 1              | 356'            | 3              |
| Raúl Jiménez | México            | 1              | 359'            | 4              |
| Allan Cruz | Costa Rica        | 1              | 390'            | 3              |

### Autogoles
| Jugador           | Selección | Rival  | Anotado · Autogol | PJ |
| ----------------- | --------- | ------ | ----------------- | -- |
| Manuel Rosas      | Nicaragua | Haití  | 1                 | 2  |
| Terence Vancooten | Guyana    | Panamá | 1                 | 2  |

### Clasificación general
| Pos. | Selección         | Gr. | Pts. | PJ | PG | PE | PP | GF | GC | Dif | Rend. |
| ---- | ----------------- | --- | ---- | -- | -- | -- | -- | -- | -- | --- | ----- |
| 1    | México            | A   | 16   | 6  | 5  | 1  | 0  | 16 | 4  | 12  | 88.8% |
| 2    | Estados Unidos    | D   | 15   | 6  | 5  | 0  | 1  | 15 | 2  | 13  | 83.3% |
| 3    | Haití             | B   | 12   | 5  | 4  | 0  | 1  | 9  | 6  | 3   | 80%   |
| 4    | Jamaica           | C   | 8    | 5  | 2  | 2  | 1  | 6  | 6  | 0   | 53.3% |
| 5    | Costa Rica        | B   | 7    | 4  | 2  | 1  | 1  | 8  | 4  | 4   | 58.3% |
| 6    | Canadá            | A   | 6    | 4  | 2  | 0  | 2  | 14 | 6  | 8   | 50%   |
| 7    | Panamá            | D   | 6    | 4  | 2  | 0  | 2  | 6  | 4  | 2   | 50%   |
| 8    | Curazao           | C   | 4    | 4  | 1  | 1  | 2  | 2  | 3  | -1  | 33.3% |
| 9    | El Salvador       | C   | 4    | 3  | 1  | 1  | 1  | 1  | 4  | -3  | 44.4% |
| 10   | Honduras          | C   | 3    | 3  | 1  | 0  | 2  | 6  | 4  | 2   | 33.3% |
| 11   | Bermudas          | B   | 3    | 3  | 1  | 0  | 2  | 4  | 4  | 0   | 33.3% |
| 12   | Martinica         | A   | 3    | 3  | 1  | 0  | 2  | 5  | 7  | -2  | 33.3% |
| 13   | Guyana            | D   | 1    | 3  | 0  | 1  | 2  | 3  | 9  | -6  | 11.1% |
| 14   | Trinidad y Tobago | D   | 1    | 3  | 0  | 1  | 2  | 1  | 9  | -8  | 11.1% |
| 15   | Nicaragua         | B   | 0    | 3  | 0  | 0  | 3  | 0  | 8  | -8  | 0%    |
| 16   | Cuba              | A   | 0    | 3  | 0  | 0  | 3  | 0  | 17 | -17 | 0%    |

## Premios y reconocimientos

### Jugador del partido
Al finalizar cada encuentro se elige a un jugador como el mejor del partido.
| Fase de grupos - 1.ª ronda | Fase de grupos - 1.ª ronda | Fase de grupos - 2.ª ronda | Fase de grupos - 2.ª ronda | Fase de grupos - 3.ª ronda | Fase de grupos - 3.ª ronda | Fase de eliminación | Fase de eliminación |
| Jugador                    | Partido                    | Jugador                    | Partido                    | Jugador                    | Partido                    | Jugador             | Partido             |
| -------------------------- | -------------------------- | -------------------------- | -------------------------- | -------------------------- | -------------------------- | ------------------- | ------------------- |
| Jonathan David             | 4:0                        | Kevin Fortune              | 0:3                        | Lucas Cavallini            | 7:0                        | Duckens Nazon       | 3:2                 |
| Uriel Antuna               | 7:0                        | Andrés Guardado            | 3:1                        | Uriel Antuna               | 2:3                        | Guillermo Ochoa     | 1:1 (5:4)           |
| Frantzdy Pierrot           | 2:1                        | Steeven Saba               | 0:2                        | Lejaun Simmons             | 2:0                        | Darren Mattocks     | 1:0                 |
| Celso Borges               | 4:0                        | Elías Aguilar              | 2:1                        | Duckens Nazon              | 2:1                        | Christian Pulisic   | 1:0                 |
| Nelson Bonilla             | 0:1                        | Roberto Domínguez          | 0:0                        | Shamar Nicholson           | 1:1                        | Raúl Jiménez        | 0:1                 |
| Dever Orgill               | 3:2                        | Eloy Room                  | 0:1                        | Rubilio Castillo           | 4:0                        | Christian Pulisic   | 1:3                 |
| Édgar Bárcenas             | 2:0                        | Abdiel Arroyo              | 2:4                        | Neil Danns                 | 1:1                        | Jonathan Dos Santos | 1:0                 |
| Tyler Boyd                 | 4:0                        | Christian Pulisic          | 6:0                        | Jozy Altidore              | 0:1                        |                     |                     |

### Premios individuales
- Balón de Oro:  Raúl Jiménez[36]
- Bota de Oro:  Jonathan David[37]
- Guante de Oro:  Guillermo Ochoa[38]
- Mejor jugador joven:  Christian Pulisic[39]
- Juego limpio:  Estados Unidos[40]

### Equipo del torneo
El equipo de la Copa Oro 2019 fue seleccionado por el grupo de estudio técnico. Los 11 jugadores pertenecen a tres selecciones que llegaron y están repartidos de la siguiente manera: 7 mexicanos, 3 estadounidenses y 1 canadiense.
| Pos. | Jugador             | PJ (T/S) | Minutos Jugados | Goles | Asistencias | Tarjetas Amarillas | Doble Tarjeta Amarilla y Roja | Tarjetas Rojas |
| ---- | ------------------- | -------- | --------------- | ----- | ----------- | ------------------ | ----------------------------- | -------------- |
| POR  | Guillermo Ochoa     | 6 (6/0)  | 600'            | 0     | 0           | 0                  | 0                             | 0              |
| DEF  | Luis Rodríguez      | 5 (5/0)  | 510'            | 0     | 0           | 2                  | 0                             | 0              |
| DEF  | Carlos Salcedo      | 6 (6/0)  | 600'            | 0     | 0           | 1                  | 0                             | 0              |
| DEF  | Aaron Long          | 5 (5/0)  | 450'            | 2     | 0           | 1                  | 0                             | 0              |
| DEF  | Jesús Gallardo      | 6 (6/0)  | 600'            | 0     | 0           | 0                  | 0                             | 0              |
| MED  | Michael Bradley     | 6 (6/0)  | 540'            | 0     | 1           | 0                  | 0                             | 0              |
| MED  | Andrés Guardado     | 6 (5/1)  | 441'            | 2     | 0           | 1                  | 0                             | 0              |
| MED  | Jonathan dos Santos | 5 (4/1)  | 381'            | 1     | 1           | 0                  | 0                             | 0              |
| MED  | Jonathan David      | 4 (3/1)  | 303'            | 6     | 3           | 1                  | 0                             | 0              |
| MED  | Christian Pulisic   | 6 (5/1)  | 447'            | 3     | 3           | 0                  | 0                             | 0              |
| DEL  | Raúl Jiménez        | 6 (6/0)  | 569'            | 5     | 2           | 1                  | 0                             | 0              |